# Univers Marvel
L’univers Marvel (« Marvel Universe » en version originale) est un monde imaginaire dans lequel évoluent la plupart des personnages de fiction issus des comic books publiés par la maison d'édition américaine Marvel Comics. Cet univers a par la suite inspiré plusieurs produits dérivés, tels que des films, des séries télévisées ou des jeux vidéo.

## Présentation
L'univers Marvel est un univers parallèle au nôtre. Il se base essentiellement sur la Terre telle que nous la connaissons, en y ajoutant les super-héros et les super-vilains qui apparaissent dans les séries de comic books publiés par Marvel Comics. Cette Terre possède les mêmes continents et les mêmes systèmes politiques que la nôtre (avec quelques variations).
L'univers Marvel comporte par ailleurs des univers parallèles, ainsi que des planètes fictives.

## Personnages
L'univers Marvel est peuplé de nombreux personnages, dont une grande partie est dotée de super-pouvoirs : les super-héros et les super-vilains, qui se combattent dans une lutte apparemment sans fin.
On peut distinguer parmi les super-héros Marvel plusieurs catégories :
- les super-héros « classiques » (ou « humains altérés ») qui sont dotés de pouvoirs obtenus par accident ou sous l'effet d'autres facteurs externes : Captain America, Hulk, Spider-Man, les Quatre Fantastiques, etc. ;
- les mutants, des individus dotés de pouvoirs surhumains en raison d'une mutation de leur matériel génétique (ADN) : le Professeur Xavier, Cyclope, Wolverine, Magnéto, etc. Ceux-ci sont pour la plupart membres des X-Men ou de groupes dérivés, comme X-Force ou Facteur-X, etc. ;
- certains personnages originaires de races cachées, comme les Atlantes (en) (par ex. Namor), les Éternels (Thanos), les Inhumains (Flèche noire), les Déviants, mais aussi les divinités des divers panthéons, qu'ils soient grecs, nordiques, égyptiens, etc. Les plus célèbres représentants de ces derniers sont Thor (fils d'Odin) du royaume d'Asgard ou Hercule (fils de Zeus) chez les Olympiens, etc. ;
- d'autres héros, qui ne disposent d'aucun pouvoir surhumain mais qui sont dotés d'un équipement ou d'un armement particulier leur permettant d'accomplir des prouesses : entre autres les héros en armure Iron Man et War Machine, l'archer Œil-de-faucon, le soldat Nick Fury ou le justicier nommé le Punisher, voire des êtres robotiques comme Machine Man ou Jocaste (et Ultron chez les vilains), etc.

Les super-vilains font aussi partie de ces diverses catégories.
Les super-héros Marvel ont aussi à faire avec de nombreuses races extraterrestres : notamment les Badoons (en), les Broods, les Chronicoms (en), les D'Bari (en), les Krees (dont Captain Mar-Vell), les Korbinites (dont Beta Ray Bill), les Shi'ar, les Skrulls (dont le Super-Skrull), voire les Spectres noirs (en) (« Dire Wraiths », les ennemis du Chevalier de l’espace Rom), etc.
Il existe aussi des créatures de l'espace, souvent désignées par le terme d'entités cosmiques : les Beyonders (en) (dont le Beyonder), les Célestes, les Gardiens, l’Étranger ou les Doyens de l'univers, etc. Par ailleurs, il existe des entités conceptuelles qui représentent un aspect de la Nature : la Mort, Éternité et Infinité (en), Lord Chaos (en) et Master Order (en) (et leur serviteur, nommé l'Intermédiaire), le Tribunal vivant (qui est le serviteur d'une entité supérieure omnipotente), voire Galactus (et ses hérauts comme le Surfer d'Argent). Enfin, existe aussi des entités démoniaques et maléfiques, comme Mephisto, Cyttorak, Dormammu, Zarathos (en), Zom (it), etc.
Ces entités apparaissent le plus souvent à l'occasion de sagas cosmiques impliquant des artefacts extrêmement puissants, tels le Cube cosmique ou les Gemmes de l'infini, etc..

Voir aussi la catégorie 
 et ses sous-catégories, ou l’article sur les démons de cet univers.

## Lieux

### Pays et villes
La Terre de l'univers Marvel, de par sa géographie ressemble essentiellement à la nôtre. Les héros interviennent souvent dans des pays réels, principalement aux États-Unis (les Vengeurs, les Quatre Fantastiques, les X-Men, etc.), mais aussi dans d'autres pays : l'Australie (les X-Men pendant un temps) ; le Canada (la Division Alpha, le Département H, le Département K, etc.) ; le Royaume-Uni (Excalibur) ; la Russie (les Super-soldats soviétiques, la Dynamo pourpre ou l'Homme de titanium, etc.), voire en France, en Chine (l'Homme-collectif (en), le Mandarin, Shang-Chi), etc.
Il existe aussi des pays imaginaires. Notamment en Europe : la Latvérie, un pays d'Europe de l’est dominé par le Docteur Fatalis et proche de la Symkarie (en) (patrie de Silver Sable) et de la Transie (en) (pays de naissance de la Sorcière rouge et son frère Vif-Argent) ; en Afrique : le Wakanda dont est originaire la Panthère Noire, ou l'île de Génosha (où interviennent souvent les X-Men) ; en Asie : l'île de Madripoor (en), cadre de plusieurs aventures de Wolverine en bande dessinée puis de la série télévisée Falcon et le Soldat de l'Hiver.
Par ailleurs, la cité terrestre d'Attilan (transportée ensuite sur la Lune) est la demeure des Inhumains gouvernés par Flèche Noire, et l'océan Atlantique abrite le royaume d'Atlantis (en) régi par Namor, le Prince des mers.
Plusieurs équipes de super-héros sont basées à New York :
- les Vengeurs initiaux (au Manoir des Vengeurs (en) et plus tard sur l’Hydro-Base[10]), puis ceux de la côte est ;
- les Quatre Fantastiques (au Baxter Building) ;
- les X-Men et les Nouveaux Mutants (à l'Institut Xavier, renommé par la suite Institut Jean Grey) ;
- l'équipe de mercenaires Heroes for Hire (dans un lieu tenu secret) ;
- mais aussi des héros individuels tels Spider-Man, Daredevil, le Punisher ou le Dr Strange, etc.

Les héros new-yorkais ont pour la plupart un secteur de la ville qui leur est propre. Par exemple, Daredevil, né à Hell's Kitchen a également son appartement dans un arrondissement de Manhattan, tout comme le Docteur Strange qui évolue dans le cossu Greenwich Village où se trouve son manoir, surnommé le « Saint des Saints » (le Sanctum Sanctorum (en) en VO).
Les Vengeurs de la côte ouest sont basés en Californie, à Los Angeles.

### Planètes
La Terre, sur laquelle se déroule l'essentiel des aventures des héros Marvel, est similaire à la notre. Le système solaire également.
L’Astéroïde M est une base orbitale terrestre créée par Magnéto et qui a abrité ses divers alliés (comme la Confrérie des Mauvais Mutants ou les Acolytes).
L'un des satellite de la planète Saturne, Titan, est le foyer d'une branche de la race des Éternels, comme Thanos.
L'univers Marvel comprend également des planètes fictives comme Zenn-La, la planète d'origine du Surfeur d'Argent, mais aussi une version de la Contre-Terre (du Maître de l'évolution), les planètes de l'empire Shi'ar, celles de l'empire Kree, celles de l’empire Skrull, etc. Il y a même une planète douée de vie, Ego, la planète vivante.
Il existe aussi des planètes artificielles, comme Taa-II, le vaisseau-monde de Galactus, le satellite artificiel de l’Étranger ou la sphère de Dyson de la mutante Lila Cheney, entre autres.

### Univers parallèles
L'univers Marvel comprend de nombreux univers parallèles (comme la cité mystique de K'un-Lun, le Microvers ou la Zone négative), des microcosmes (comme le marais de l'Homme-Chose ou la Zone bleue de la Lune (en)), des réalités alternatives ou des dimensions mystiques comme l'Enfer, Asgard (patrie des dieux nordiques) ou les Limbes (en) (Limbo), mais leur place reste relativement peu importante.
Parmi ces dimensions parallèles, certaines sont désignées sous le terme « Terre-x » ou le « x » est un nombre. Par exemple, la continuité principale de l'univers Marvel est la Terre-616, mais il en existe beaucoup d'autres, qui divergent plus ou moins de la continuité principale.

## Organisations
Les organisations dominantes de l'univers Marvel sont les équipes de super-héros, les plus connus étant les Vengeurs, les Quatre Fantastiques ou les X-Men, mais aussi les Champions de Los Angeles, les Défenseurs, la Division Alpha, les Gardiens de la Galaxie, Facteur-X, les Frères des étoiles, Illuminati, les Marvel Knights, les New Warriors, les Nouveaux Mutants, les Thunderbolts, les Vengeurs secrets ou X-Force, entre autres. Certaines organisations, comme Heroes for Hire, sont constituées de mercenaires à louer.
Elles sont confrontées à des équipes de super-vilains comme les Cavaliers d'Apocalypse, le Club des damnés, la Confrérie des Mauvais Mutants, les Démolisseurs, la Division Oméga, l'Empire secret, le Front de libération mutant, l'Intelligencia, la Maggia, La Main, les Maîtres du mal, les Maraudeurs, les Sinistres Six ou la Société du Serpent, pour n'en citer que quelques-unes.
Le S.H.I.E.L.D. est l'organisation du gouvernement américain chargée de protéger le monde des activités terroristes internationales, notamment de l'AIM ou l'HYDRA.
Quand les super-vilains sont capturés, des prisons spécialisées, conçues pour contenir des individus dotés de super-pouvoirs, les accueillent, notamment : Alcatraz, la Base Gamma, le Raft, le Projet Pegasus, Ryker’s Island, la Voûte, la Zone 52 ou la Zone 102, etc..
D'autres organisations, axées sur la recherche scientifique ou l'enseignement (plus ou moins secrètes) existent, comme Weapon Plus, le Projet Pegasus, l'Institut Xavier du professeur Charles Xavier, l’Académie du Massachusetts d'Emma Frost ou le centre de recherches sur l'île de Muir en Écosse du docteur Moira MacTaggert.
Il existe aussi des entreprises multinationales comme Alchemax, Cross Technological Enterprises (en), Landau, Luckman, and Lake (en), Oscorp, Parker Industries (en), la Roxxon Energy Corporation (en) ou Stark Industries, voire Fantastic Four Incorporated (en) (la société fondée par Red Richards des Quatre Fantastiques), et même Damage Control (en), une entreprise américaine de construction spécialisée dans la réparation des dommages matériels causés par les conflits entre super-héros et super-vilains.
Il existe des cabinets d'avocats, comme « Goodman, Lieber, Kurtzberg & Holliway (en) » ou travaille Jennifer Walters (Miss Hulk) et le cabinet « Nelson & Murdock » ou travaillent les avocats Foggy Nelson et Matt Murdock (Daredevil).
Il existe des journaux d'information, comme le journal new-yorkais Daily Bugle dirigé par le tempétueux J. Jonah Jameson et où travaille Peter Parker en tant que photographe indépendant, ainsi que le Daily Globe, un journal concurrent du Daily Bugle.
Il existe même une association de lutteurs professionnels, l'Unlimited Class Wrestling Federation (en) (UCWF) dont les membres sont dotés de super-pouvoirs, comme notamment Benjamin Grimm, alias la Chose des Quatre Fantastiques.

Voir aussi les catégories 
 et 

## Œuvres composant l'univers de fiction

### Comics
- Les Quatre Fantastiques (Fantastic Four)
- Les X-Men
- Les Vengeurs (Avengers)
- Spider-Man, l'homme araignée
- Captain America
- Daredevil
- L'incroyable Hulk
- Iron Man
- Le Punisher
- Le Surfer d'Argent
- Power Man
- Les Fugitifs (Runaways)

Voir aussi la catégorie 

## Œuvres et produits dérivés

### Films

#### Années 1970
- L'Homme araignée réalisé par E. W. Swackhamer (1977)
- La Riposte de l'homme-araignée réalisé par Ron Satlof (1978)
- Docteur Strange réalisé par Philip DeGuere (1978 - Téléfilm)
- Captain America réalisé par Rod Holcomb (1979 - Téléfilm)

#### Années 1980
- Captain America 2 réalisé par Ivan Nagy (1980)
- Howard... une nouvelle race de héros réalisé par Willard Huyck (1986)
- Le Retour de l'incroyable Hulk réalisé par Nicholas Corea (1988 - Téléfilm)
- Punisher réalisé par Mark Goldblatt (1989)
- Le Procès de l'incroyable Hulk réalisé par Gerald Di Pego (1989 - Téléfilm)

#### Années 1990
- Captain America réalisé par Albert Pyun (1990)
- La Mort de l'incroyable Hulk réalisé par Bill Bixby (1990 - Téléfilm)
- Generation X réalisé par Jack Sholder (1996 - Téléfilm)
- Nick Fury réalisé par Rod Hardy (1997 - Téléfilm)
- Blade réalisé par Stephen Norrington (1998)

#### Années 2000
- X-Men réalisé par Bryan Singer (2000)
- Blade 2 réalisé par Guillermo del Toro (2002)
- Spider-Man réalisé par Sam Raimi (2002)
- Daredevil réalisé par Mark Steven Johnson (2003)
- X-Men 2 réalisé par Bryan Singer (2003)
- Hulk réalisé par Ang Lee (2003)
- Spider-Man 2 réalisé par Sam Raimi (2004)
- The Punisher réalisé par Jonathan Heinslegh (2004)
- Blade: Trinity réalisé par David S. Goyer (2004)
- Man-Thing réalisé par Brett Leonard (2004)
- Elektra réalisé par Rob S. Bowman (2005)
- Les 4 Fantastiques réalisé par Tim Story (2005)
- X-Men : L'Affrontement final réalisé par Brett Ratner (2006)
- Spider-Man 3 réalisé par Sam Raimi (2007)
- Ghost Rider réalisé par Mark Steven Johnson (2007)
- Les Quatre Fantastiques et le Surfer d'argent réalisé par Tim Story (2007)
- Iron Man réalisé par Jon Favreau (2008)
- L'Incroyable Hulk réalisé par Louis Leterrier (2008)
- Punisher : Zone de guerre réalisé par Lexi Alexander (2008)
- X-Men Origins: Wolverine réalisé par Gavin Hood (2009)

#### Années 2010
- Iron Man 2 réalisé par Jon Favreau (2010)
- X-Men : Le Commencement réalisé par Matthew Vaughn (2011)
- Thor réalisé par Kenneth Branagh (2011)
- Captain America: First Avenger (Captain America: The First Avenger) réalisé par Joe Johnston (2011)
- Ghost Rider 2 : L'Esprit de vengeance réalisé par Mark Neveldine et Brian Taylor (2012)
- Avengers réalisé par Joss Whedon (2012)
- The Amazing Spider-Man réalisé par Marc Webb (2012)
- Iron Man 3 réalisé par Shane Black (2013)
- Wolverine : Le Combat de l'immortel réalisé par James Mangold (2013)
- Thor : Le Monde des ténèbres réalisé par Alan Taylor (2013)
- The Amazing Spider-Man : Le Destin d'un héros (The Amazing Spider-Man 2) réalisé par Marc Webb (2014)
- Captain America : Le Soldat de l'hiver réalisé par Anthony et Joe Russo (2014)
- Les Gardiens de la Galaxie réalisé par James Gunn (2014)
- X-Men: Days of Future Past réalisé par Bryan Singer (2014)
- Avengers : L'Ère d'Ultron réalisé par Joss Whedon (2015)
- Ant Man réalisé par Peyton Reed (2015)
- Les 4 Fantastiques réalisé par Josh Trank (2015)
- Deadpool réalisé par Tim Miller (2016)
- Captain America: Civil War réalisé par Anthony et Joe Russo (2016)
- X-Men: Apocalypse réalisé par Bryan Singer (2016)
- Doctor Strange réalisé par Scott Derrickson (2016)
- Logan réalisé par James Mangold (2017)
- Les Gardiens de la Galaxie Vol. 2 réalisé par James Gunn (2017)
- Spider-Man: Homecoming réalisé par Jon Watts (2017)
- Thor: Ragnarok réalisé par Taika Waititi (2017)
- Black Panther réalisé par Ryan Coogler (2018)
- Avengers: Infinity War réalisé par Anthony et Joe Russo (2018)
- Deadpool 2 réalisé par David Leitch (2018)
- Ant-Man and the Wasp réalisé par Peyton Reed (2018)
- Venom réalisé par Ruben Fleischer (2018)
- Captain Marvel réalisé par Anna Boden et Ryan Fleck (2019)
- Avengers: Endgame réalisé par Anthony et Joe Russo (2019)
- Spider-Man: Far From Home réalisé par Jon Watts (2019)
- X-Men: Dark Phoenix réalisé par Simon Kinberg (2019)

#### Années 2020
- Les Nouveaux Mutants réalisé par Josh Boone (2020)
- Black Widow réalisé par Cate Shortland (2021)
- Shang-Chi et la Légende des Dix Anneaux réalisé par Destin Daniel Cretton (2021)
- Venom: Let There Be Carnage réalisé par Andy Serkis (2021)
- Les Éternels réalisé par Chloé Zhao (2021)
- Spider-Man: No Way Home réalisé par Jon Watts (2021)
- Morbius réalisé par Daniel Espinosa (2022)
- Doctor Strange in the Multiverse of Madness réalisé par Sam Raimi (2022)
- Thor: Love and Thunder réalisé par Taika Waititi (2022)
- Black Panther: Wakanda Forever réalisé par Ryan Coogler (2022)
- Ant-Man et la Guêpe : Quantumania réalisé par Peyton Reed (2023)
- Les Gardiens de la Galaxie Vol. 3 réalisé par James Gunn (2023)
- Spider-Man : Across the Spider-Verse réalisé par Joaquim Dos Santos Kemp Powers Justin K. Thompson (2023)

Voir aussi la catégorie : 

### Séries télévisées
- The Amazing Spider-Man
- L'Incroyable Hulk
- Blade
- Marvel : Les Agents du SHIELD
- Agent Carter
- Daredevil
- Jessica Jones
- Luke Cage
- Legion
- Iron Fist
- The Defenders
- The Punisher
- Inhumans
- Runaways
- Cloak and Dagger
- The Gifted
- WandaVision
- The Falcon and the Winter Soldier
- Loki
- What If...?
- Hawkeye
- Moon Knight
- Ms. Marvel
- Je s'appelle Groot
- She-Hulk : Avocate

#### Séries d'animation
- X-Men
- X-Men: Evolution
- Spider-Man
- Les Quatre Fantastiques
- L'Homme invincible
- Silver Surfer
- Avengers : L'Équipe des super-héros
- Wolverine et les X-Men
- Ultimate Spider-Man

Voir aussi la catégorie : 

### Jeux vidéo
Une multitude de jeux vidéo sous licence Marvel exploitent son univers.
Voir aussi les catégories :

### Jeux de rôle

#### Marvel Super Heroes Boxed Set
Jeu de rôle sur l’univers Marvel, version retravaillée de l'original, (Marvel Super Heroes, MSHRPG) édité par TSR vers la fin des années 1980.

#### Marvel SAGA
Ce jeu, sorti à la fin des années 1990, est basé sur le système de jeu SAGA[Quoi ?], lui aussi plutôt simple[réf. nécessaire].

#### Marvel Heroes
Jeu de rôle indépendant sous licence Marvel avec tous les héros.

### Jeu de figurines
- HeroClix (2002) : Jeu de figurines de WizKids (en) créé par Jordan Weissman, Monte Cook, Mike Mulvihill et Jeff Quick.
- HeroScape Marvel (2004) : Jeu de figurines de MB créé par Rob Daviau, Craig Van Ness et Stephen Baker.